# 周啟生
周啟生（1961年6月1日—），香港男歌手、音樂人，成名於1980年代。周啟生初期主要負責作曲和編曲，後來以創作歌手身分進入樂壇。

## 生平
周啟生是粵語片演員周吉之子，小時候居住於蘇屋邨，8歲時自學吉他，12歲起學習鋼琴。
16歲時，周到EMI當暑期工，其後簽下歌手約，並在錄音室工作。17歲時，結識作曲家顧嘉煇，於是放棄歌手合約，轉而跟隨顧學習音樂。跟隨顧工作五年後，開始獨立創作歌曲。1984年擔任五洲景龍唱片製作有限公司的董事及音樂總監。該時期他亦曾擔任亞洲電視的音樂總監。
1980年代中期，周以創作歌手身份進軍幕前，成為該時期由音樂師轉為歌手的少數例子，更有指為最早例子。他在1985年發行了自己的首張專輯《周啟生.23》。1987年加盟香港華納唱片。1991年，周發行專輯《1991》後即從樂壇長時間淡出，到2010年才又發行新曲+精選專輯《ANTHOLOGY》。
周啟生的侄兒周永恆於2000年代出道成為歌手，最初周啟生擔任其經理人，但後來二人關係決裂。

## 音樂風格
周啟生的作品多具較濃的電子音樂風格，也有評論稱其中的鍵盤色彩明顯，樂隊感要較電子色彩更強，其代表作是1989年的《淺草妖姬》，此歌確立了他擅長迷幻電子風格的形象；此外周亦有流行情歌出品，有名的如《天长地久》和《ANNA》等。1985年的《I Love You So》曾獲得香港電台的中文歌曲龍虎榜（週榜）冠軍。其他較突出的歌曲包括《離鄉別井》、《天使魔鬼混合體》、《躲藏的眼睛》，《The Model》一曲則是德國知名電音樂隊Kraftwerk同名作品的粵語改編版。亦有評論稱其唱腔揉合搖擺與流行曲元素。出道之初常被視為有許冠傑的影子。

## 音樂作品

### 個人唱片
| 年份 | 唱片公司 | 專輯名稱           | 備註             | 來源          |
| ---- | -------- | ------------------ | ---------------- | ------------- |
| 1985 | 五洲景龍 | 周啟生.23          |                  | [ 11 ]        |
| 1986 | 五洲     | 天使魔鬼混合體     | 單曲             | [ 11 ]        |
| 1986 | 五洲     | 影子               |                  | [ 11 ]        |
| 1987 | 華納     | 周啟生             |                  | [ 11 ]        |
| 1989 | 華納     | 天長地久           |                  | [ 11 ] [ 19 ] |
| 1989 | 華納     | 淺草妖姬精選十三首 | 銷量獲金唱片認證 | [ 11 ] [ 21 ] |
| 1991 |          | 1991               |                  | [ 14 ]        |
| 2010 |          | ANTHOLOGY          |                  | [ 14 ]        |

### 為他人創作
周啟生同時為他人創作，列舉部分，歌曲部分有林志美感情的段落、蔡楓華何必曾相識、太極樂隊Crystal、李克勤回首；創作曲部分有許冠傑父親的鋼琴、譚詠麟午夜麗人、陳百強孤雁、張德蘭情若無花不結果、葉蒨文（粵語版）/ 甄妮（國語版）流金歲月（電影《流金歲月》主題曲）等等。

## 獎項及提名

### 個人
| 頒獎年份 | 頒獎禮                       | 獎項     | 相關作品            | 結果 | 來源   |
| -------- | ---------------------------- | -------- | ------------------- | ---- | ------ |
| 1992     | 1992年度新城勁爆家族音樂大賞 | 最佳作曲 | 太極樂隊《Crystal》 | 獲獎 |        |
| 1993     | 第十五屆十大中文金曲         | 最佳編曲 | 太極樂隊《Crystal》 | 獲獎 | [ 24 ] |

### 作品
| 頒獎年份 | 頒獎禮                   | 獎項         | 作品                     | 崗位 | 結果 | 來源          |
| -------- | ------------------------ | ------------ | ------------------------ | ---- | ---- | ------------- |
| 1983     | 第五屆十大中文金曲       | 十大中文金曲 | 林志美《感情的段落》     | 作曲 | 獲獎 | [ 25 ]        |
| 1984     | 1983年度十大勁歌金曲     | 十大勁歌金曲 | 鍾鎮濤、彭健新《一段情》 | 編曲 | 獲獎 | [ 26 ] [ 27 ] |
| 1984     | 第六屆十大中文金曲       | 十大中文金曲 | 蔡楓華《何必曾相識》     | 作曲 | 獲獎 | [ 28 ]        |
| 1989     | 第26屆金馬獎             | 最佳電影插曲 | 甄妮《流金歲月》         | 作曲 | 提名 | [ 29 ]        |
| 1991     | 第三屆CASH流行曲創作大賽 |              | 太極樂隊《Crystal》      | 作曲 | 冠軍 |               |
| 1994     | 1993年度十大勁歌金曲     | 十大勁歌金曲 | 李克勤《回首》           | 作曲 | 獲獎 | [ 30 ] [ 31 ] |

## 爭議
周啟生曾多次批評樂壇中人，如批評陳奕迅的歌曲與聲線，又曾暗諷譚詠麟欠缺社會責任。2024年，周在社交平台多次抨擊楊千嬅、陳蕾、林家謙等歌手，被批評其為自己的演出進行炒作，對此周直認不諱。
2013年，周涉嫌將未成年兒子獨自留在家中而被捕，後被控疏忽照顧兒童，周承認控罪，被判80小時的社會服務令。

## 感情生活
周啟生經歷過三段婚姻。1981年與第一任妻子、前無綫電視藝員盧影瑂結婚，四年後離婚，二人有一子。周的第二任妻子是曾參選香港小姐的梁晶瑩，兩人育有一子。第三任妻子則為大提琴家司徒靄，兩人育有一個女兒。

## 外部連結
- 周啟生 Dominic Chow的Facebook專頁
- 周啟生Dominic的新浪微博
- 周啟生的介紹
- 周啟生在香港影庫上的簡介